# Amapacanthus amazonicus
Amapacanthus amazonicus is een soort haakworm uit het geslacht Amapacanthus. De worm behoort tot de familie Diplosentidae. Amapacanthus amazonicus werd in 2000 beschreven door Guillermo Salgado-Maldonado & C.P. Santos.